# Талинг
Талинг (њем. Talling) општина је у њемачкој савезној држави Рајна-Палатинат. Једно је од 107 општинских средишта округа Бернкастел-Витлих. Према процјени из 2010. у општини је живјело 232 становника. Посједује регионалну шифру (AGS) 7231122.

## Географски и демографски подаци
Талинг се налази у савезној држави Рајна-Палатинат у округу Бернкастел-Витлих. Општина се налази на надморској висини од 476 метара. Површина општине износи 3,9 km². У самом мјесту је, према процјени из 2010. године, живјело 232 становника. Просјечна густина становништва износи 59 становника/km².